# Chrysopilus delpontei
Chrysopilus delpontei är en tvåvingeart som först beskrevs av Shannon 1927.  Chrysopilus delpontei ingår i släktet Chrysopilus och familjen snäppflugor. Inga underarter finns listade i Catalogue of Life.